# Mon nom est Titan
Mon nom est Titan est une anthologie de nouvelles de science-fiction de Robert Silverberg.
Ce recueil regroupe une sélection des 23 meilleures nouvelles de l'auteur publiées entre 1988 et 1997. Il forme le quatrième tome de la série Nouvelles au fil du temps.

## Publications

### Publication aux États-Unis
Le recueil n'a pas fait l'objet d'une parution spécifique aux États-Unis, mais il reprend intégralement les treize nouvelles figurant dans le recueil de Silverberg intitulé Lion Time in Timbuctoo.

### Publications en France
Le recueil a été publié en août 2006 chez J'ai lu.

## Liste des nouvelles

### La Maison en os
- Titre original : House of Bones
- Situation dans le recueil (éd. J'ai lu) : p. 11 à 40

### Le Regard du mort
- Titre original : The Dead Man's Eyes
- Parutions :
  - États-Unis : août 1988 dans Playboy
  - France : 1992 dans le recueil Thèbes aux cent portes
- Traduction : Jacques Chambon pour la présente édition
- Situation dans le recueil (éd. J'ai lu) : p. 41 à 60
- Lien externe : « Liste des publications en France » sur le site NooSFere
- Résumé : Loren Frazier a une épouse, Marianne, qui est une célèbre actrice. Un jour, pensant que Hurwitt a une relation sentimentale avec Marianne, Frazier le pousse du haut d'un balcon. Hurwitt s'écrase cinq étages plus bas. Le problème est que durant la descente, il regardait Loren Frazier, si bien que son cerveau a enregistré le visage de son assassin (Le Regard du mort qui donne son titre à la nouvelle est en effet le regard de Hurwitt). Pressentant que la police allait décrypter le dernier souvenir du défunt et venir l'arrêter, Frazier décide de prendre la fuite. S'ensuit alors un long périple autour du monde, Frazier ne restant jamais en place plus de quelques semaines au même endroit. Il se fait même refaire le visage. Un jour, Frazier rencontre Marianne par le plus grand des hasards à Monte-Carlo. À la suite de cette rencontre, étant épuisé de fuir, il se constitue prisonnier au consulat des États-Unis. Il est rapatrié au pays, où il est jugé et condamné à une peine clémente. Il décide de garder son nouveau visage.

### Chip Runner
- Titre original : Chip Runner
- Parution : Novembre 1989 dans Asimov's Science Fiction
- Traduction : Laurence Le Maire, revue par Pierre-Paul Durastanti pour la présente édition
- Situation dans le recueil (éd. J'ai lu) : p. 61 à 81
- Lien externe : « Liste des publications en France » sur le site NooSFere
- Résumé : Un psychanalyste accepte de s'occuper de Timothy, un adolescent de quinze ans dont il connait les parents. Timothy est un brillant élève avec un Q.I. important, et passionné d'informatique et de physique des particules. Il semble souffrir d'anorexie, car il refuse de s'alimenter, et son état physique est devenu très inquiétant. Au fil des séances, le psychanalyste va vite comprendre que ce n'est pas un cas d'anorexie classique, car Timothy explique son refus de s'alimenter par un objectif bien particulier : il souhaite disparaître et descendre au cœur des puces électroniques. Les nuits, le psychothérapeute va alors rêver qu'il descend lui-même parmi les composants électroniques, en côtoyant les électrons, protons, et autres particules élémentaires. Timothy mourra finalement, et le psychanalyste, qui commençait par le comprendre et le croire, pensera qu'il a enfin atteint son objectif.

### Vers la Terre promise
- Titre original : To the Promised Land
- Parutions :
  - aux États-Unis :
  - en France :
- Traduction : Jean-Marc Chambon
- Situation dans le recueil (éd. J'ai lu) : p. 83 à 113
- Lien externe : « Liste des publications en France » sur le site NooSFere
- Résumé :

### La Solution d'Asenion
- Titre original : The Asenion Solution
- Traduction : Jacques Martinache, revue par Pierre-Paul Durastanti pour la présente édition
- Situation dans le recueil (éd. J'ai lu) : p. 115 à 137

### Le Sommeil et l'Oubli
- Titre original : A Sleep and a Forgetting
- Parutions :
  - aux États-Unis :
  - en France :
- Traduction : Hélène Collon
- Situation dans le recueil (éd. J'ai lu) : p. 139 à 168
- Lien externe : « Liste des publications en France » sur le site NooSFere
- Résumé :

### Entre un soldat, puis un autre
- Titre original : Enter a soldier. Later : enter another
- Parution : Juin 1989 dans Asimov's Science Fiction
- Traduction : Hélène Collon
- Situation dans le recueil (éd. J'ai lu) : p. 169 à 223

### Voués aux ténèbres
- Titre original : We are for the Dark
- Parution : Octobre 1988 dans Asimov's Science Fiction
- Traduction : Jacques Chambon
- Situation dans le recueil (éd. J'ai lu) : p. 225 à 317
- Lien externe : « Liste des publications en France » sur le site NooSFere
- Résumé : Dans ce space opera humoristique construit comme un récit d'enquête et de traque, un Ordre mystico-scientifique a lancé des expéditions spatiales en direction de mondes lointains. Les transports ont lieu par utilisation d'un mécanisme appelé « transmetteur Velde », permettant de se déplacer à une vitesse égale à une fraction inférieure à celle de la vitesse de la lumière. Par la suite, une fois le transmetteur installé sur une planète, le transfert entre la Terre et la planète est instantané. L'Ordre en question a décidé, dans la mesure où il veut garder une unité de pensée et d'action, de se borner à une sphère d'expansion de 50 années-lumière autour de la Terre, ce qui constitue déjà un champ d'application non négligeable. Néanmoins des rapports font état de déviations au plan initial et de ce que certaines colonies ont dépassé la limite d'expansion fixée. Le Grand Maître de l'Ordre décide de sanctionner l'un de ses principaux subordonnées, le Seigneur Prévôt, directeur de la Maison des Expéditions, chargé de sélectionner les colons envoyés dans le lointain et « voués aux Ténèbres » (d'où le titre de la nouvelle) : en effet, si des colons se sont révoltés, c'est parce que la sélection opérée avait été mal réalisée. Le Seigneur Prévôt, qui au demeurant est le narrateur du récit, est envoyé avec son accord sur la colonie de Cuchulain, située à huit années-lumière de la Terre. Arrivé sur cette planète, il décide de découvrir pourquoi la Loi des Ténèbres a été violée par des colons, et part peu de temps après pour la planète Zima, aride et inhospitalière. Là, il est incarcéré comme espion, et on lui explique qu'on va l'envoyer sur une autre planète, Entrada : un homme qui dit s'appeler Oesterreich a parlé d'effectuer des voyages vers des contrées inconnues, et déclarait agir sur les consignes d'une mystérieuse déesse. Le narrateur accepte de se rendre sur Entrada pour continuer son enquête. Il arrive sur la planète torride, où les gens sont très amicaux. Durant la traversée stellaire, il subit pour la première fois « l'effet Lambda », auquel il n'était pas prévenu. Sur la planète, après avoir questionné autour de lui, il apprend que le dénommé Oesterreich serait sur la planète Eden. Il se rend donc sur cette planète marécageuse, où les habitants ont largement entendu parler de la Déesse. On lui conseille de se rendre sur la planète Phosphore, située à 67 années-lumière de la Terre et donc hors du champ d'expansion de l'Ordre. On lui apprend qu'Oesterreich n'est plus là, mais sur Entropie. Le narrateur se rend donc sur Entropie, à 91 années-lumière de la Terre. Il rencontre enfin Oesterreich, qui lui parle de la Déesse. Elle est humaine et s'appelait jadis Margaret Benevente. On l'appelle la Déesse Avatar. Mais peut-être le Seigneur Prévôt souhaiterait-il la rencontrer ? Elle est à 5000 années-lumière de là, sur une planète désertique. Le narrateur fait observer que cela est impossible, puisque le transmetteur Velde de permet les déplacements instantanés dans l'espace que pour les zones où de tels transmetteurs ont été déposés préalablement : si elle se trouve à 5000 années-lumière, cela signifie que des transmetteurs Velde auraient dû quitter la Terre vers - 3000 ! Oesterreich réplique qu'on peut voyager dans l'espace sans transmetteur Velde. La narrateur accepte le voyage pour rencontrer la Déesse. Les deux hommes se rendent sur une planète inhabitée, où ils utilisent un artefact extraterrestre : ils sont projetés dans l'espace lointain. Le narrateur rencontre enfin la Déesse. La femme qu'il rencontre (Margaret Benevente) n'est pas, en réalité, la Déesse. Elle lui explique qu'on a retrouvé de nombreuses « Portes des étoiles » permettant des communications faciles entre des milliers de mondes situés dans toute la galaxie (« ces portes relient l'ensemble de la galaxie comme le métro »). Elle l'amène auprès d'une pierre sacrée et lui demande de la toucher. Il la touche : « Je pose ma main sur l'étrange surface, fraîche et lisse, et sens immédiatement la force de la révélation déferler en moi, l'indiscutable puissance de la Divinité. Je vois la multiplicité de mondes en révolution autour d'une infinité de soleils. Je vois le Tout. Je vois sans doute possible la face de Dieu. C'est ce que j’ai cherché toute ma vie, ce que je pensais avoir trouvé ; mais je sais tout de suite que je la découvre pour la première fois. » Sa guide lui explique qu'elle et d'autres parcourent la galaxie pour retrouver ces êtres qui ont créé ces Portes stellaires et qui attendent peut-être les humains et tous ceux qui utilisent ces portes ; le nom de Déesse représente l'Inconnu, le Mystère vers où l'humanité va. Le narrateur a été bouleversé par ce qu'il a découvert en si peu de temps : il sait désormais que la Loi des Ténèbres est caduque et qu'elle ne lie plus personne, que les confins de l'univers attendent les hommes, que la mission étriquée et primitive de l'Ordre est terminée et qu'une autre commence. La nouvelle se termine sur la séparation entre le narrateur et Margaret Benevente : « Tous les mondes de la galaxie tournoient autour de moi. Je vais prendre cette route et voir où elle mène, car je sais à présent qu'il n'y en a pas d'autre. La Déesse vous protège. La Déesse vous protège, Madame. »

### Tombouctou à l'heure du lion
- Titre original : Lion Time in Timbuctoo
- Traduction : Hélène Collon
- Situation dans le recueil (éd. J'ai lu) : p. 319 à 409

### Rien ne sert de courir
- Titre original : A Tip on a Turtle
- Parutions :
  - aux États-Unis :
  - en France :
- Traduction : Frédéric Lasaygues, revue par Pierre-Paul Durastanti pour la présente édition
- Situation dans le recueil (éd. J'ai lu) : p. 411 à 441
- Lien externe : « Liste des publications en France » sur le site NooSFere
- Résumé :

### La Zone des clones
- Titre original : In the clone zone
- Parutions :
  - aux États-Unis :
  - en France :
- Traduction : Pierre-Paul Durastanti
- Situation dans le recueil (éd. J'ai lu) : p. 443 à 471
- Lien externe : « Liste des publications en France » sur le site NooSFere
- Résumé :

### Chasseurs en forêt
- Titre original : Hunters in the Forest
- Traduction : Frédéric Lasaygues, revue par Pierre-Paul Durastanti pour la présente édition
- Situation dans le recueil (éd. J'ai lu) : p. 473 à 491

### Longue nuit de veille au temple
- Titre original : A long night's vigil at the Temple
- Parutions :
  - aux États-Unis :
  - en France :
- Traduction : Hélène Collon pour la présente édition
- Situation dans le recueil (éd. J'ai lu) : p. 493 à 526
- Lien externe : « Liste des publications en France » sur le site NooSFere
- Résumé :

### Va-et-vient
- Titre original : It comes and goes
- Parutions :
  - aux États-Unis :
  - en France :
- Traduction : Pierre-Paul Durastanti et Lionel Évrard
- Situation dans le recueil (éd. J'ai lu) : p. 527 à 551
- Lien externe : « Liste des publications en France » sur le site NooSFere
- Résumé :

### Jouvence
- Titre original : Looking for the Fountain
- Parution : Mai 1992 dans Asimov's Science Fiction
- Traduction : Jean-Pierre Pugi
- Situation dans le recueil (éd. J'ai lu) : p. 553 à 580
- Lien externe : « Liste des publications en France » sur le site NooSFere
- Résumé :

### La Route de Spectre City
- Titre original : The Way to Spook City
- Parutions :
  - aux États-Unis :
  - en France :
- Traduction : Hélène Collon
- Situation dans le recueil (éd. J'ai lu) : p. 581 à 651
- Lien externe : « Liste des publications en France » sur le site NooSFere
- Résumé :

### Ce rouge éclat est le matin
- Titre original : The Red Blaze is the morning
- Parutions :
  - aux États-Unis :
  - en France :
- Traduction : Pierre-Paul Durastanti
- Situation dans le recueil (éd. J'ai lu) : p. 653 à 682
- Lien externe : « Liste des publications en France » sur le site NooSFere
- Résumé :

### Jusqu'à ce que la mort nous sépare
- Titre original : Death do us part
- Parutions :
  - aux États-Unis :
  - en France :
- Traduction : Thomas Bauduret, Pierre-Paul Durastanti pour la présente édition
- Situation dans le recueil (éd. J'ai lu) : p. 683 à 708
- Lien externe : « Liste des publications en France » sur le site NooSFere
- Résumé :

### Carnets d'Henry James - Récit de l'invasion martienne
- Titre original : The Martian Invasion - Journals of Henri James
- Parutions :
  - aux États-Unis :
  - en France :
- Traduction : Hélène Collon
- Situation dans le recueil (éd. J'ai lu) : p. 709 à 741
- Lien externe : « Liste des publications en France » sur le site NooSFere
- Résumé :

### La Venue de l'empire
- Titre original : Crossing into the Empire
- Parutions :
  - aux États-Unis :
  - en France :
- Traduction : Pierre-Paul Durastanti
- Situation dans le recueil (éd. J'ai lu) : p. 743 à 773
- Lien externe : « Liste des publications en France » sur le site NooSFere
- Résumé :

### Le Deuxième Bouclier
- Titre original : The Second Shield
- Parutions :
  - aux États-Unis :
  - en France :
- Traduction : Pierre-Paul Durastanti
- Situation dans le recueil (éd. J'ai lu) : p. 775 à 794
- Lien externe : « Liste des publications en France » sur le site NooSFere
- Résumé :

### Diane aux cent seins
- Titre original : Diana of the hundred breasts
- Parutions :
  - aux États-Unis :
  - en France :
- Traduction : Pierre-Paul Durastanti
- Situation dans le recueil (éd. J'ai lu) : p. 795 à 825
- Lien externe : « Liste des publications en France » sur le site NooSFere
- Résumé :

### Mon nom est Titan
- Titre original : Call me Titan
- Parution : Février 1997 dans Asimov's Science Fiction
- Situation dans le recueil (éd. J'ai lu) : p. 827 à 854
- Traduction : Laurence Le Maire, revue par Pierre-Paul Durastanti pour la présente édition
- Lien externe : « Liste des publications en France » sur le site NooSFere
- Résumé :